# Pandaka bipunctata
Pandaka bipunctata és una espècie de peix de la família dels gòbids i de l'ordre dels perciformes.